# Ізраель Альберт Горовіц
Ізраель Альберт (Ал) Горовіц (англ. Israel Albert (Al) Horowitz; 15 листопада 1907, Нью-Йорк — 18 січня 1973, там само) — американський шахіст єврейського походження і шаховий літератор. Міжнародний майстер (1950) і міжнародний арбітр (1951). Видавець-редактор журналу «Chess Review» (1933—1969), автор кількох книг, редактор шахових колонок у пресі («The New York Times» та інші).
3-разовий переможець відкритих першостей США: 1936, 1938 і 1943. Найкращі результати в чемпіонаті США: 1938 — 4-те; 1944 — 3-4-те; 1951 — 5-те місця. Програв С. Решевському матч за чемпіонство країни 1941 року — 6½:9½ (+0 −3 =13).
У складі команди США чотири рази грав у шахових олімпіадах і тричі здобував золоті медалі (1931, 1935, 1937).

## Кар'єра
У складі команди США чотири рази грав у шахових олімпіадах: тричі здобував золоті медалі (1931, 1935, 1937) і один раз 4-те місце (1950). Загалом, дуже впевнено виступав на цих змаганнях: 38½ очок у 51 партії (+29 -3 =19; 75,5 %). Саме перемога Горовіца над поляком Пшепюркою у Празі 1931 року гарантувала американцям нічию 2:2 в останньому турі та золоті медалі олімпіади. На олімпіадах 1931 і 1935 років Ал Горовіц був переможцем в індивідуальному заліку за відсотком набраних очок. У збірній виступав на дальших шахівницях (запасна, 4-та або 3-тя).
Учасник матчів СРСР — США (1945—1955); грав із С. Флором: +1 −1 =0 (4-та шахівниця, радіоматч 1945) та І. Болеславським: +0 −0 =2 (4-та шахівниця, 1946).